# Pseudocotalpa
Pseudocotalpa (лат.) — род пластинчатоусых жуков из подсемейства хлебных жуков и хрущиков (Rutelinae). Эндемичны для пустынь западной части Северной Америки. Жуки с крепким телом, длина которого может достигать 25 мм.

## Виды
- Pseudocotalpa andrewsi Hardy, 1971
- Pseudocotalpa giulianii Hardy, 1974
- Pseudocotalpa sonorica Hardy, 1974